# Бјароза
Бјароза или Берјоза (блр. Бяроза; рус. Берёза) је град у југозападном делу Републике Белорусије и административни центар Бјарозавског рејона Брестске области.
Према проценама из 2012. у граду је живело 29.335 становника.

## Географија
Бјароза се налази у географској регији Белоруско Полесје у централном делу Бјарозавског рејона на обалама реке Јасељде. Од административног центра области Бреста удаљена је 102 км источно. Кроз северни део града пролази железница на линији Брест—Баранавичи.

## Историја
Бјароза (рус. Берёза — „бреза”) први се пут помиње у писаним изворима 1477. као село у Слонимском повјату у ком је тадашњи сеоски управник Јан Гамшеј подигао римокатоличку цркву Свете Тројице. Крајем XV века постаје важан трговачки центар у ком се сваке недеље одржавао трговачки вашар. У периоду између 1538. и 1600. била је изузетно важан центар калвинистичког покрета.
Од 1617. варошицом је као канцелар Велике Кнежевине Литваније управљао Лецв Сапега који је у ансељу подигао нови католички храм (пошто је пређашњи који је постао центар калвинистичког покрета напуштен), јеврејску школу и синагогу. У то време у вароши је постојала и унијатска црква. После његове смрти 1633. наследио га је старији син Јан.
Године 1650. ту је основан картузијански манастир који је за кратко време постао један од највећих манастира те монашке групе у целој Пољско-литванској унији, а само насеље добило је ново име Берјоза Картуска (пољ. Bereza Kartuska). Манастир, али и цели град је уништен и опљачкан током шведске опсаде под водством краља Карла XII 1706. године.
Након друге подеље Пољске 1795. Бјароза постаје саставни део Руске Империје. Током друге половине XIX века у варош се из других делова Империје доселила значајнија група јеврејског становништва који су тако током 30-их година прошлог века чинили преко 50% укупне градске популације. Градњом железнице од Москве ка Варшави која је пролазила недалеко од града, Бјароза је по први пут саобраћајно повезана са околним већим градовима путем железнице. Године 1878. у граду је живело преко 5.000 људи.
Године 1917. град је окупиран од стране Немачке, а неколико наредних година по завршетку Првог светског рата прелазио је из руке у руку разних освајача да би напокон 1939. поново постао део Белорусије (тада Белоруска ССР). Међутим већ током јуна 1941. град је окупиран од стране немачких нациста. Током Холокауста страдало је преко 8.000 становника Бјарозе и околине (углавном јеврејског порекла).
Након распада Совјетског Савеза 1991. град постаје саставни део Републике Белорусије.

## Становништво
Према процени, у граду је 2012. живело 29.335 становника.
| 1979.  | 1989.  | 1999.  | 2009.  | 2012.  |
| ------ | ------ | ------ | ------ | ------ |
| 13.113 | 23.203 | 23.203 | 29.357 | 29.335 |